# Гідрографічне районування
Гідрографічне районування — поділ території на гідрографічні одиниці, який здійснюється для розроблення та впровадження планів управління річковими басейнами. Гідрографічними одиницями є: район річкового басейну, річковий басейн, суббасейн.

## Гідрографічні одиниці
Район річкового басейну — головна одиниця управління в галузі використання, охорони вод та відтворення водних ресурсів, що складається з річкового басейну (сусідніх річкових басейнів) та пов'язаних з ними прибережних і підземних вод.
Річковий басейн — частина земної поверхні, стік води з якої послідовно через пов'язані водойми і водотоки здійснюється в море, лиман або озеро.
Суббасейн — частина річкового басейну, стік води з якої послідовно через пов'язані водойми і водотоки здійснюється до головної річки басейну або водогосподарської ділянки нижче за течією.

## Гідрографічне районування України
Методичну основу гідрографічного і водогосподарського районування було розроблено у 2013 р. вченими Київського національного університету імені Тараса Шевченка та Вінницького національного технічного університету разом з фахівцями Держводагентства України,
4 жовтня 2016 р. Верховна Рада України прийняла Закон України «Про внесення змін до деяких законодавчих актів України щодо впровадження інтегрованих підходів в управлінні водними ресурсами за басейновим принципом» (№ 1641-VIII), який вніс низку змін у Водний кодекс України (1995 р.), направлених на впровадження положень Водної рамкової директиви Європейського Союзу (2000/60/ЄС) у практику управління водними ресурсами держави. Цим Законом було затверджено гідрографічне та водогосподарське районування території України.
На законодавчому рівні в Україні виділено 9 районів річкових басейнів: Вісли, Дунаю, Дністра, Південного Бугу, Дніпра, річок Причорномор'я, Дону, річок Приазов'я, річок Криму.
Згідно з наказом Мінприроди України № 25 від 26.01.2017 р. у межах 4-х районів річкових басейнів на території України було виділено 13 суббасейнів:
- Дніпро — 5 суббасейнів, Верхнього Дніпра, Середнього Дніпра, Нижнього Дніпра, суббасейн річки Прип'ять, Десна.
- Дунай — 4 суббасейни, Тиса, Прут, Сірет, Нижнього Дунаю.
- Дон — 2 суббасейни, Сіверський Донець, Нижній Дон.
- Вісла — 2 суббасейни, Західний Буг, Сян.

## Водогосподарське районування України
Водогосподарське районування — поділ гідрографічних одиниць на водогосподарські ділянки, який здійснюється для розроблення водогосподарських балансів.
Водогосподарська ділянка — частина річкового басейну, для якої розробляються водогосподарські баланси, встановлюються ліміти забору води із водного об'єкта та інші параметри використання водного об'єкта (водокористування).
Згідно з наказом Мінприроди України № 25 від 26.01.2017 р. виділено 132 водогосподарські ділянки в межах 5-и районів річкових басейнів та 13 суббасейнів, що належать до 4-х районів річкових басейнів.

## Додаткові джерела
- Назви суббасейнів та водогосподарських ділянок у межах районів річкових басейнів [Архівовано 25 березня 2019 у Wayback Machine.] / Додаток до наказу Міністерства екології та природних ресурсів України від 26.01.2017 № 25.
- Порядок розроблення водогосподарських балансів  [Архівовано 25 березня 2019 у Wayback Machine.] / Додаток до наказу Міністерства екології та природних ресурсів України від 26.01.2017 № 26.
- Про затвердження меж районів річкових басейнів, суббасейнів та водогосподарських ділянок [Архівовано 29 липня 2017 у Wayback Machine.] / Наказ Міністерства екології та природних ресурсів України від 03.03.2017 № 103.